# Теобальд I (король Наварри)
Теоба́льд I (лат. Theobaldus I; 30 травня 1201 — 8 липня 1253) — король Наварри (1234—1253). Граф Шампанський (як Теобальд IV, 1201—1253). Поет, учасник Шостого хрестового походу. Представник Блуаського дому. Народився в Труа, Франція. Син шампанського графа Теобальда III й наварської інфанти Бланки, доньки наваррського короля Санчо VI. Успадкував Шампанське графство після смерті батька (1201). Отримав Наваррське королівство від дядька, наваррського короля Санчо VII (1234). Батько наваррських королів Теобальда II та Генріха I. Помер у Памплоні, Наварра. Його титули і володіння успадкував Теобальд II. Прізвисько — Трубаду́р.

## Імена
- Теоба́льд (лат. Theobaldus) — у латинських документах.
- Теоба́льдо (ісп. Teobaldo), або Тібальт (баск. Tibalt) — у іспанських документах.
- Тібо́ (фр. Thibaut) — у французьких документах.
- Теоба́льд I (баск. Tibalt I, ісп. Teobaldo I, фр. Thibaut I) — як король Наварри.
- Теоба́льд IV (баск. Тібальт IV, ісп. Teobaldo IV, фр. Thibaut IV) — як граф Шампанський.
- Теоба́льд I Наваррський (баск. Tibalt I Nafarroakoa, ісп. Teobaldo I de Navarra, фр. Thibaut I de Navarre) — за назвою королівства.
- Теоба́льд IV Шампанський (ісп. Teobaldo IV de Champaña, фр. Thibaut IV de Champagne) — за назвою графства.
- Теоба́льд Трубадур (ісп. Teobaldo el Trovador, фр. Thibaut le Chansonnier, баск. Tibalt, Trobalaria) — за прізвиськом.

## Біографія

### Молоді роки
Теобальд народився 30 травня 1201 року в Труа, Франція. Він був сином шампанського графа Теобальда III й наварської інфанти Бланки, доньки наварського короля Санчо VI.
Незабаром після народження помер його батько, який спочатку очолював Четвертий хрестовий похід. До 1222 року графством фактично керувала мати Теобальда — Бланка Наваррська як регентка. Він отримав гарну освіту, особливо полюбляв гуманітарні науки, замолоду почав складати поеми. За це його прозвали «принцом труверів».
В час навчання у Теобальда виник конфлікт з могутнім феодалом Ерардом I де Брієном стосовно спадковості частини земель у графстві Шампань, який переріс у 1215 році у відкриту війну. Тільки після того, як у 1222 році Теобальд перебрав усю владу на себе, вдалося залагодити цей конфлікт: заплативши значну грошову компенсацію в обмін на землі.
Незабаром у графа Шампані стався конфлікт з королем Людовиком VIII під час облоги Авіньйона у 1226 році. Теобальд IV залишив короля, повернувшись зі своїми загонами додому. Звідси стали ширитися чутки про нібито отруєння короля графом Шампані через кохання останнього до французької королеви. Реагуючи на це, Бланка Кастильська, удова Людовика VIII, наказала не пускати володаря Шампані до Реймського собору під час коронації нового короля Людовика IX.

### Конфлікт з королем
Тому 1228 року Теобальд перейшов на бік повсталих баронів на чолі із П'єром Моклерком, герцогом Бретонським, що ставили за мету скинути короля Людовика VIII й зробити новим королем позашлюбного сина Філіпа II Августа — Філіпа Патлатого. Проте Бланці Кастильській вдалося швидкими діями взяти в облогу шампанський замок Шанон. У підсумку Теобальд перейшов на бік короля, а у 1229 році отримав дозвіл бувати при королівському дворі. У відповідь 1230 року колишні союзники графа по змові на чолі з Моклерком виступили проти Теобальда. Лише поміч короля Людовика IX врятувала графа. На дяку за це Теобальд відмовився від графств Блуа, Шатоден, Шартр та Сансерр на користь французької корони.

### Король Наварри
У 1234 році після смерті свого дядька Санчо VII Сильного граф Шампанський успадковує королівство Наварра. Він коронувався під ім'ям Теобальд I. Відтоді він більше уваги приділяв розвитку Наварри, ніж Шампані.
У своєму новому володінні Теобальд провів фіскальну та податкову реформи. На значні посади призначив шампанців. Окрім того провів роботи з кодифікації наваррського права. Водночас встановив гарні стосунки з королівством Кастилія і Леон, уклавши угоду з Фердинандом III.
У 1238 році почав готуватися до Сьомого хрестового походу, до якого його запросив король Людовик IX. Втім Теобальд I бажав не бути скутим наказами короля. Тому, з'єднавшись у Ліоні з Гуго IV, герцогом Бургундії, П'єром Моклерком, герцогом Бретані, графом Жаном Барським, Амальріхом де Монфором. Разом з ними король Наварри рушив до Палестини. Це похід отримав назву Хрестовий похід баронів.
Прибувши сюди у 1239 році, усі ці війська рушили уздовж берегу до Аскалона й Гази. Головним завданням Теобальд I бачив відвоювання колишніх земель Єрусалимського королівства. Втім того ж року, не дочекавшись головних сил на чолі з королем Наварри, загони тамплієрів й госпітальєрів вступили у бій з армією Айюбідів при Газі, де християни зазнали нищівної поразки. Після цього граф Шампані вирішив застосувати дипломатію, скориставшись протиріччями між емірами з династії айюбідів. Завдяки цьому хрестоносцями вдалося 1240 року повернути майже усі землі Єрусалимського королівства, що було втрачено 1187 року. Після цього Теобальд I вирішив завершити свій похід й повернутися додому, що й було зроблено того ж року.
По поверненню до Наварри Теобальд I вступив у конфлік з Педером де Гацоласом, єпископом Памлони. Втім, зрештою, король Наварри зумів приборкати амбіції останнього. Помер Теобальд 8 липня 1253 року у Памплоні.

### Творчість
Автор багатьох віршованих творів, поем, зокрема «Суперечка», «Пісня про Хрестовий похід», багатьох ліричних пісень про кохання з музичним супроводом, релігійних поем, сірвент.

## Родина
1 Дружина — Гертруда (1190/1205—1225), донька Альберта II, графа Меца й Дагсбурга. Шлюб розірвано у 1222 році
Діти: не було, 
2 Дружина — Агнеса (1200—1231), донька Гішара IV, володаря Боже
Діти:
- Бланка (1225—1283), дружина Жана I, герцога Бретані

3. Дружина — Маргарита (1211—1256), донька Аршамбо VIII, графа де Бурбон-Дампьєр
Діти:
- Елеонора (1233)
- П'єр (д/н—1265)
- Маргарита (1240—1307) — дружина Фрідриха III, герцога Лотарингії
- Теобальд (1238—1270) — король Наварри й граф Шампані з 1253 до 1270 року
- Беатріс (1242—1295) — дружина Гуго IV, герцога Бургундії
- Генріх (1244—1274) — король Наварри й граф Шампані з 1270 до 1274.

Діти від коханок:
- Маргарита (д/н)
- Вільгельм (1225—1267), священик
- Еліда (д/н—1242)
- Беренгарія (д/н), абатиса монастиря Сан-Педро де Рібас